# Perivale (metrostation)
Perivale is een station van de metro van Londen aan de Central Line. Het station, dat in 1947 is geopend, ligt in de plaats Perivale.

## Geschiedenis
De Great Western Railway (GWR) opende op 2 mei 1904 de Perivale Halt aan de New North Main Line (NNML), de latere Acton-Northolt-lijn die ze een jaar eerder in samenwerking met de Great Central Railway had aangelegd. In 1933 werd het openbaar vervoer in Londen genationaliseerd in de London Passengers Transport Board die met het New Works Programme 1935-1940 de knelpunten in het net van de verschillende metrobedrijven wilde wegwerken. Daarnaast werden verlengingen van bestaande lijnen toegevoegd, zoals de westtak van de Central line, om het metronet ook door nieuwe voorsteden te laten lopen. Metrostation Perivale werd in 1938 ontworpen door Brian Lewis, later de hoofdarchitect van de GWR. De bouw van de westtak van de Central Line, waaronder station Perivale, werd vertraagd door de Tweede Wereldoorlog. Na de oplevering in 1947 werd het gebouw aangepast door de architect Frederick Francis Charles Curtis. Een geplande toren en verlengde zijvleugel werden nooit gebouwd, waardoor het station kleiner bleef dan de bedoeling was. In juli 2011 werd het station, samen met 15 andere Londense metrostations, op de monumentenlijst gezet.

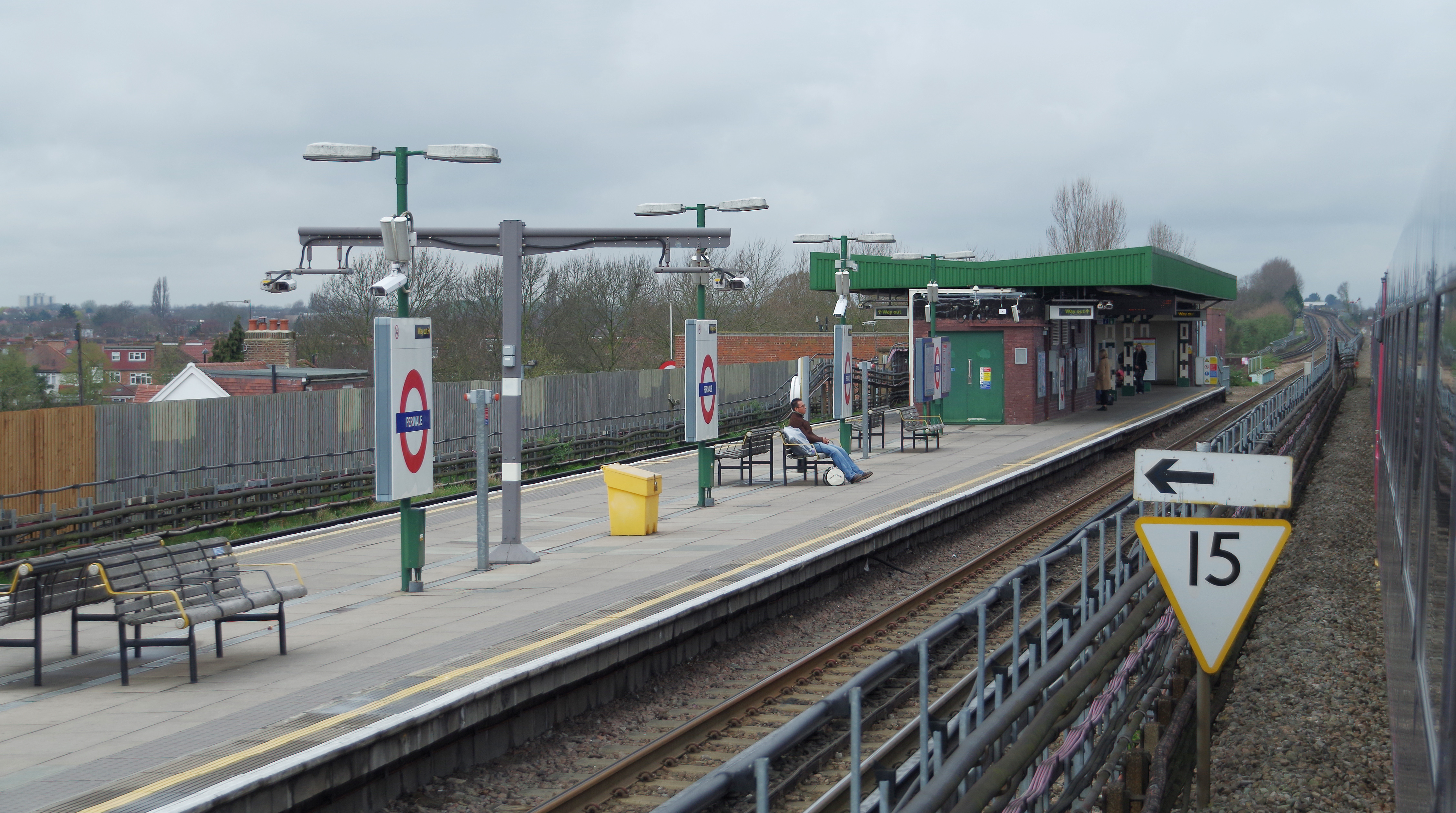
Het station gezien uit een trein op de NNML
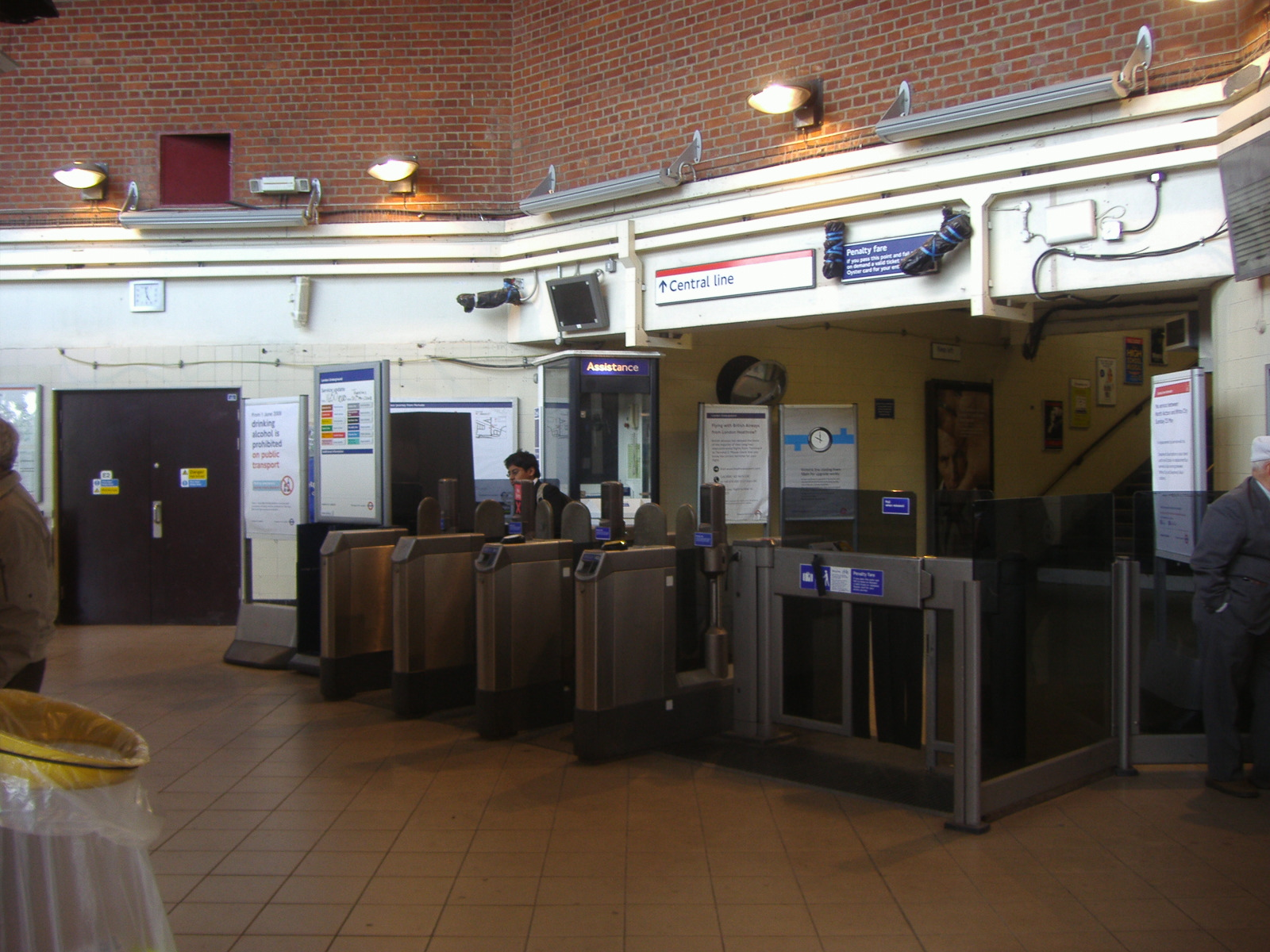
De toegangspoortjes onderaan de trap naar het perron
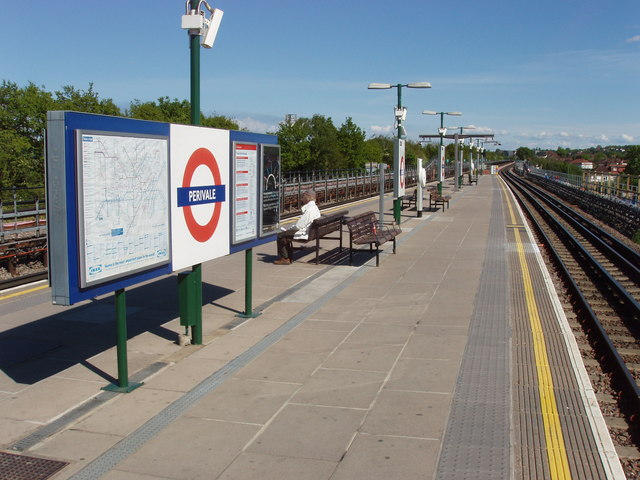
Een blik naar het oosten

## Ligging en inrichting
Het stationsgebouw ligt aan de Horsenden Lane South vlak ten zuiden van de spoordijk. Het gebouw is opgetrokken uit baksteen en heeft een gebogen stationshal met een raampartij boven de gebogen luifel. Aan de straatzijde zijn zijn twee toegangen, terwijl aan de achterkant een toegang is bij de parkeerplaatsen aldaar. De voorkant van het station was kort te zien in de eerste aflevering van de BBC-serie The Thick of It uit 2005. De ov-poortjes staan voor de trap midden in de achterwand van de stationshal. Deze trap buigt af naar het eilandperron bovenop de spoordijk. Dit perron ligt tussen de twee zuidelijkste sporen van de metro. De twee noordelijkste sporen hebben geen perrons en worden gebruikt door de treinen op de NNML.